# Döbörhegyi Ernő
Döbörhegyi Ernő (Egyházasrádóc, 1921. szeptember 23. – Győr, 2006. április 6.) labdarúgó, sportvezető.

## Pályafutása
Döbörhegyi József tényleges csendőrtiszt helyettes és Mölcs Gizella fiaként született. 1950-ig szerepelt a Győri ETO csapatában. Sportvezetőként az ETO labdarúgó-szakosztályának az elnökeként is tevékenykedett. Jelentős szerepe volt az 1977-ben átadott új labdarúgó stadion és a Magvassy Mihály Sportcsarnok felépülésében.